# Day of the Daleks
Day of the Daleks (El día de los Daleks) es el primer serial de la novena temporada de la serie británica de ciencia ficción Doctor Who, emitido originalmente en cuatro episodios semanales del 1 al 22 de enero de 1972.

## Argumento
Sir Reginald Styles, un diplomático británico que intenta organizar una conferencia de paz para evitar la Tercera Guerra Mundial, está en su estudio en la casa de Auderly, propiedad del gobierno, cuando un soldado vestido de camuflaje y con una pistola futurista entra y se lo lleva a punta de pistola. Sin embargo, antes de que el guerrillero pueda disparar, se desvanece, dejando a Styles temblando y diciendo a su secretaria que le ha visitado un fantasma. Como la conferencia es de importancia vital, llaman a UNIT. Los chinos se han marchado de la conferencia, y Styles volará a Pekín para intentar convencerles de que vuelvan, y nada debe interferir en el éxito de la conferencia. Sin embargo, cuando el Tercer Doctor, Jo Grant y el Brigadier Lethbridge-Stewart van a la casa de Auderly, Styles niega haber visto al "fantasma", a pesar de que el Doctor ha notado la presencia de huellas de barro en el estudio.
El guerrillero reaparece en el cuartel general con un efecto de vórtice del tiempo, pero le interceptan dos alienígenas humanoides, los ogrones, que le atacan y le dejan por muerto. Los soldados de UNIT descubren al guerrillero malherido y le llevan al hospital, mientras el Doctor examina su arma y una cajita negra que encontró en un sistema de túneles cercanos. Styles se marcha a Pekín mientras el Doctor descubre que la pistola, un desintegrador ultrasónico, está hecha de materiales terrestres, y no alienígenas, y que la caja es una ruda máquina del tiempo, completada con un circuito de desmaterialización. Al intentar activarla, vuelve el vórtice y el guerrillero desaparece de la ambulancia. El circuito de alimentación temporal de la máquina del tiempo también se sobrecarga. Como el Doctor explica al Brigadier, se ha roto un fusible. Como todo parece confluir en la casa de Auderly, el Doctor decide pasar la noche allí.
La noche pasa sin incidentes, pero de día, tres guerrilleros aparecen del vórtice: Anat, una mujer a cargo de la misión, junto con dos hombres, Boaz y Shura. Pasan a través de una patrulla de UNIT desintegrando a los dos soldados mientras se abren camino a la casa. En el estudio, el Doctor intenta reactivar la máquina del tiempo, causando que salte una alarma en el siglo XXII. Shura entra en la casa, pero el Doctor le derriba con una llave de karate venusiano. Shura le ruega que apague la caja, ya que en el futuro, un controlador humano reporta a los Daleks que la máquina ha sido activada. Los Daleks ordenan que una vez que las coordenadas espacio-temporales estén confirmadas, quién quiera que esté usando ese dispositivo debe ser exterminado.
En el presente, Anat y Boaz entran con Jo como prisionera y exigen que la máquina sea desactivada. El Doctor obedece, y la conversación deja claro que los guerrilleros creen que el Doctor es Styles, a quién aparentemente han ido a asesinar. El Doctor les muestra un periódico para convencerles de lo contrario, y Anat exige saber quién es el Doctor. Cuando el capitán Mike Yates y el Sargento Benton entran en la casa buscando la patrulla perdida, los guerrilleros se llevan al Doctor y Jo al sótano, donde les atan y amordazan. El Doctor logra liberarse de la mordaza y, bromeando, le dice a Jo que la prefiere amordazada, pero ella se libera sola. Al ver que el Doctor y Jo se han ido, Yates contacta con el Brigadier, que le dice que busque otra vez.
En el futuro, los Daleks ordenan al controlador que envíe tropas a la frecuencia detectada anteriormente, y activan un magnetrón de vórtice temporal, para que cualquiera que viaje entre las dos zonas temporales sea arrastrado al cuartel general del controlador. En el pasado, Anat envía a Shura para que contacte con el futuro para recibir nuevas órdenes, pero Shura solo logra recuperar una bomba de cerca del túnel, antes de que le ataquen ogrones. Es herido, pero logra escapar.
En el sótano, Jo le pregunta al Doctor por qué, si los guerrilleros quieren matar a Styles, simplemente no vuelven a viajar al día anterior para intentarlo otra vez, y el Doctor dice que es por el "efecto de limitación Blinovitch". Antes de que pueda explicarlo, se les llevan de vuelta al estudio. El Brigadier está al teléfono, y obligan al Doctor a fingir que todo va bien allí. El Brigadier dice al Doctor que Styles ha convencido a los chinos de que vuelvan a la conferencia y que los delegados llegarán al día siguiente. El Brigadier le pide que asegure que todo va bien, y el Doctor así lo hace, pero el Brigadier comienza a sospechar cuando el Doctor le dice que "se lo diga también a los marines". El Brigadier decide ir en persona a la casa para comprobarlo. Jo se libera de sus ataduras y amenaza con destruir la caja que usó el primer guerrillero, pero Anat y Boaz le dicen que solo funcionaba para esa persona. De repente, aparece el vórtice del tiempo y Jo se desvanece hacia el futuro, apareciendo en el cuartel del controlador por el magnetron del vórtice.
Allí, el controlador se congracia con Jo, que le cuenta todo, incluyendo la localización espacio-temporal exacta de donde vino. Los Daleks usan esta información para enviar a un Dalek apoyado por ogrones al presente, donde atacan la casa. Anat y Boaz devuelven el fuego, y huyen a los túneles. El Brigadier llega justo a tiempo para derribar a un ogron, y el Doctor se lleva su jeep para perseguir a los dos guerrilleros. En los túneles, se encuentra con un Dalek, y huye, encontrando a Anat y Boaz justo cuando activan sus máquinas del tiempo, y viéndose arrastrado por el mismo vórtice. En la versión del siglo XXII de los túneles, el Doctor y los guerrilleros se separan cuando los ogrones les persiguen. El Doctor sale hasta la superficie, donde ve a un Dalek ordenando a los ogrones que exterminen a ciertos rebeldes. Cuando el controlador informa a los Daleks de que Jo mencionó a un "Doctor", los Daleks reaccionan violentamente, declarando que el Doctor es un enemigo de los Daleks y debe ser exterminado.
El Doctor se adentra en lo que parece una fábrica, y ve a humanos usados como esclavos y vigilados por otros humanos. Es capturado por un ogron y está siendo interrogado cuando el director de la fábrica entra y convence al interrogador de que le deje hablar con el Doctor. Cuando están solos, el directo pregunta al Doctor de qué grupo de la guerrilla viene, pero el Doctor dice que no pertenece a ningún grupo. Antes de que pueda seguir la conversación, el controlador llega y se lleva al Doctor para que vea a Jo. El director contacta con los guerrilleros, que han vuelto a su base con su líder, un hombre llamado Monia. El director les habla del Doctor, pero un ogron le descubre y le mata. Monia decide que deben rescatar al Doctor, porque parece ser el único hombre al que temen los Daleks.
Tras un intento frustrado de fuga, el Doctor es atado a un dispositivo de análisis mental Dalek, donde imágenes del Segundo y Primer Doctor confirman a los Daleks de que él es en realidad su jurado enemigo. El controlador entra, diciendo que usar el dispositivo de análisis mental matará al Doctor. Deben mantenerle con vida para que les informe de los rebeldes, y él en persona le interrogará. Los Daleks dicen al Doctor que han descubierto el viaje en el tiempo, invadido la Tierra otra vez y cambiado el rumbo de la historia. El Doctor llama traidor al controlador, y este le explica que, a finales del siglo XX, comenzó una devastadora guerra mundial de 100 años que mató a siete octavos de la población mundial y obligó al resto a vivir en meras madrigueras en el suelo. Fue en este periodo que los Daleks hicieron la invasión, conquistando el mundo y usándolo para obtener materias primas que alimentaran la expansión del imperio Dalek. Algunos humanos cooperaron. La familia de los controladores han sido oficiales durante tres generaciones. El Doctor les llama "familia de traidores".
Las guerrillas rebeldes atacan la base del controlador y rescatan al Doctor. Monia está a punto de disparar al controlador, pero el Doctor le dice que no lo haga, ya que los Daleks ya hubieran usado a otro en cualquier caso. Los rebeldes se llevan al Doctor de vuelta a su escondite y le cuentan el resto de la historia. Styles organizó la conferencia de paz, y cuando la casa de Auderly explotó, todo el mundo murió. Los rebeldes pensaron que Styles lo preparó todo y provocó la guerra centenaria que siguió. Es por eso que usaron la tecnología de viajes en el tiempo de los Daleks para viajar al pasado y matar a Styles antes de que pudiera destruir la conferencia de paz. Usan los túneles porque es el único lugar que tienen en común las dos zonas temporales. El Doctor se muestra escéptico, creyendo que Styles podía ser terco, pero que en cualquier caso era un buen hombre. Cuando el Doctor descubre que los rebeldes han traído una bomba hecha de dalekanium, un poderoso e inestable explosivo que afectará incluso las armaduras de los Daleks, se da cuenta de que los rebeldes están atrapados en una paradoja de predestinación. Ellos causarán la explosión que intentan evitar viajando en el tiempo, y crean su propia historia. De hecho, en el siglo XX, Shura se ha abierto camino en la casa de Auderly y ha colocado la bomba en el sótano.
El Doctor y Jo se abren camino de vuelta a los túneles para viajar de vuelta al pasado y detener a Shura, solo para caer en una emboscada del controlador. El Doctor le convence de que tiene los medios para detener a los Daleks antes incluso de que empiecen, y el controlador les deja ir, solo para ser traicionado por el interrogador y exterminado por los Daleks. Estos envían una fuerza de asalto al siglo XX para asegurarse de preservar su versión del futuro, y atacan mientras los delegados llegan a la casa. En la batalla entre los Daleks, los ogrones y UNIT, el Brigadier evacúan a los delegados. El Doctor, de vuelta al presente, se abre camino hasta el sótano, donde intentan convencer a Shura de que no active la bomba, ya que la casa de Auderly está vacía y no servirá para nada. Sin embargo, una vez Shura oye que los Daleks están entrando en la casa, le dice al Doctor y Jo que se vayan, que él se encargará de los Daleks. El Brigadier le dice a sus hombres que se alejen hasta la carretera principal, mientras los Daleks registran la casa buscando a los delegados. Shura entonces detona la bomba, destruyendo la casa y todo lo que contiene.
El Doctor le dice a Styles que ahora es tarea suya lograr que la conferencia sea un éxito. Styles le asegura al Doctor que lo será, porque saben lo que pasará si fallan. El Doctor, asintiendo a Jo, dice que ellos también lo saben.

### Continuidad
Para explicar el regreso de los Daleks después de su "final definitivo" (tal y cómo lo dijo el Segundo Doctor en The Evil of the Daleks), había líneas en el guion que revelaban que los Daleks humanos habían perdido la guerra civil que se veía en ese serial, por tanto esta historia en la cronología de los Daleks se sitúa después de ese serial. Sin embargo, esa escena finalmente no se rodó. 
El efecto de limitación Blinovitch nunca se explica, pero el Doctor lo cita para explicar por qué un viajero en el tiempo no puede deshacer sus propias acciones.
El Dalekanium se presenta en este serial como un explosivo inestable en el futuro paralelo. En The Dalek Invasion of Earth, el dalekanium es el material de que están hechas las armaduras de los Daleks. Esto continúa en Evolution of the Daleks.
El Doctor, de una forma muy rara, aparece empuñando y disparando una pistola para eliminar un enemigo, en este caso un ogron, cerca del final del segundo episodio.

## Producción
| Episodio          | Fecha de emisión    | Duración | Espectadores en millones | Estado en el archivo  |
| ----------------- | ------------------- | -------- | ------------------------ | --------------------- |
| Episodio 1        | 1 de enero de 1972  | 23:36    | 9,8                      | Cinta original en PAL |
| Episodio 2        | 8 de enero de 1972  | 23:52    | 10,4                     | Cinta original en PAL |
| Episodio 3        | 15 de enero de 1972 | 24:18    | 9,1                      | Cinta original en PAL |
| Episodio 4        | 22 de enero de 1972 | 24:17    | 9,1                      | Cinta original en PAL |
| [ 1 ] [ 2 ] [ 3 ] |                     |          |                          |                       |

En los títulos provisionales de la historia se incluyen The Ghost Hunters (Los cazadores de fantasmas) y Years of Doom (Años de condenación). Tal y como se escribió originalmente, el serial hablaba de los ogrones en lugar de los Daleks. Se planeaba traer de vuelta a los Daleks al final de la temporada, en un serial titulado The Daleks in London (Los Daleks en Londres) de Robert Sloam. Este plan se descartó cuando el equipo de producción se dio cuenta de que el programa no iba a tener un enganche de inicio de temporada para los espectadores, tras la presentación del Tercer Doctor en la temporada 7 y El Amo en la temporada 8, y el serial de Sloman era demasiado parecido a The Dalek Invasion of Earth. En su lugar se pidió que Louis Marks editara su serial para incluir a los Daleks. Originalmente se propuso Osterley Park como localización de Day of the Daleks. El nombre se le cambió por Auderly en el programa final.
Terry Nation, creador de la primera historia The Daleks en 1963, fue acreditado al final de los cuatro episodios de la historia como creador de los personajes. El equipo de producción solo tenía tres modelos de Daleks disponibles para la producción del serial, así que solo aparecen tres Daleks en pantalla al mismo tiempo. Uno de los Daleks estaba pintado de dorado, por lo que solo hay dos Daleks habituales en la historia. Mediante montaje se intentó lograr la ilusión de la presencia de más de tres Daleks.
Al principio del primer episodio, hay una escena en la que el Doctor y Jo están trabajando en la consola de la TARDIS en el laboratorio del Doctor. Un error del Doctor provoca que otros Doctor y Jo aparezcan brevemente en la entrada del laboratorio. Originalmente, el serial debía terminar con una escena en la que el Doctor y Jo, al entrar al laboratorio, ven a sus antiguos seres trabajando en la consola de la TARDIS. Sin embargo, el último episodio se pasó de tiempo, y el director Paul Bernard decidió cortar la escena, que personalmente no le gustaba. El editor de guiones Terrance Dicks intentó convencer a Bernard de que la volviera a poner, pero Bernard lo rechazó y el productor Barry Letts estuvo de acuerdo en que debía ser cortada. Dicks restauraría la escena en su novelización de la historia. Debe notarse que en esta historia aparece la consola de la TARDIS una vez más fuera de ella, como en The Ambassadors of Death e Inferno.
Se usó Dropmore House como localización para la conferencia de paz, y Brentford Towers para la base futurista del controlador.
Este serial tiene la particularidad de que los episodios dos y tres comienzan con la música del cliffhanger con la que acababa el episodio anterior.